# Saperda vestita
Saperda vestita là một loài bọ cánh cứng trong họ Cerambycidae.